# Seznam hvězd v souhvězdí Raka
Toto je seznam významných hvězd v souhvězdí Raka (Cancer). Hvězdy jsou seřazeny podle zdánlivé hvězdné velikosti.